# Cantone di Signy-le-Petit
Il Cantone di Signy-le-Petit era una divisione amministrativa dell'arrondissement di Charleville-Mézières.
A seguito della riforma approvata con decreto del 21 febbraio 2014, che ha avuto attuazione dopo le elezioni dipartimentali del 2015, è stato soppresso.

## Composizione
Comprendeva i comuni di:
- Auge
- Auvillers-les-Forges
- Brognon
- Éteignières
- Fligny
- La Neuville-aux-Joûtes
- Neuville-lez-Beaulieu
- Signy-le-Petit
- Tarzy